# أنكه إيلرز
أنكه إيلرز (بالإنجليزية: Anke Ehlers)‏ هي عالمة نفس بريطانية، ولدت في 11 يناير 1957.